# Lewis County, Kentucky
Lewis County är ett administrativt område i delstaten Kentucky, USA, med 13 870 invånare. Den administrativa huvudorten (county seat) är Vanceburg.

## Geografi
Enligt United States Census Bureau har countyt en total area på 1 284 km². 1 255 km² av den arean är land och 29 km² är vatten.

### Angränsande countyn
- Adams County, Ohio - nord
- Scioto County, Ohio - nordost
- Greenup County - öst
- Carter County - sydost
- Rowan County - syd
- Fleming County - sydväst
- Mason County - väst

### Orter
- Concord
- Vanceburg (huvudort)